# Arctosa edeana
Arctosa edeana Roewer, 1960 è un ragno appartenente alla famiglia Lycosidae.

## Etimologia
Il nome proprio della specie deriva dalla città camerunese in cui sono stati rinvenuti gli esemplari: Édéa.

## Caratteristiche
Il cefalotorace è di colore marrone con riflessi giallognoli, presenta 4 punti di colore nero ben visibili ed è leggermente striato.
Le femmine hanno il bodylenght (prosoma + opistosoma) di 10 millimetri (4,5 + 5,5).

## Distribuzione
La specie è stata reperita nel Camerun occidentale: nei pressi della città di Édéa, capoluogo del Dipartimento di Sanaga-Maritime.

## Tassonomia
Al 2016 non sono note sottospecie e dal 1960 non sono stati esaminati nuovi esemplari.